# Касетне бомбардування Ніша
Касетне бомбардування Ніша — подія, яка відбулася 7 травня 1999 під час натовських бомбардувань Югославії. Це був найсерйозніший інцидент за кількістю жертв серед цивільного населення і використання касетних бомб. Касетні бомби над містом Ніш було скинуто з винищувачів F-16 ВПС Нідерландів. Від бомбардування загинуло 15 осіб, а близько 18-28 були поранені, також було пошкоджено декілька десятків будинків.

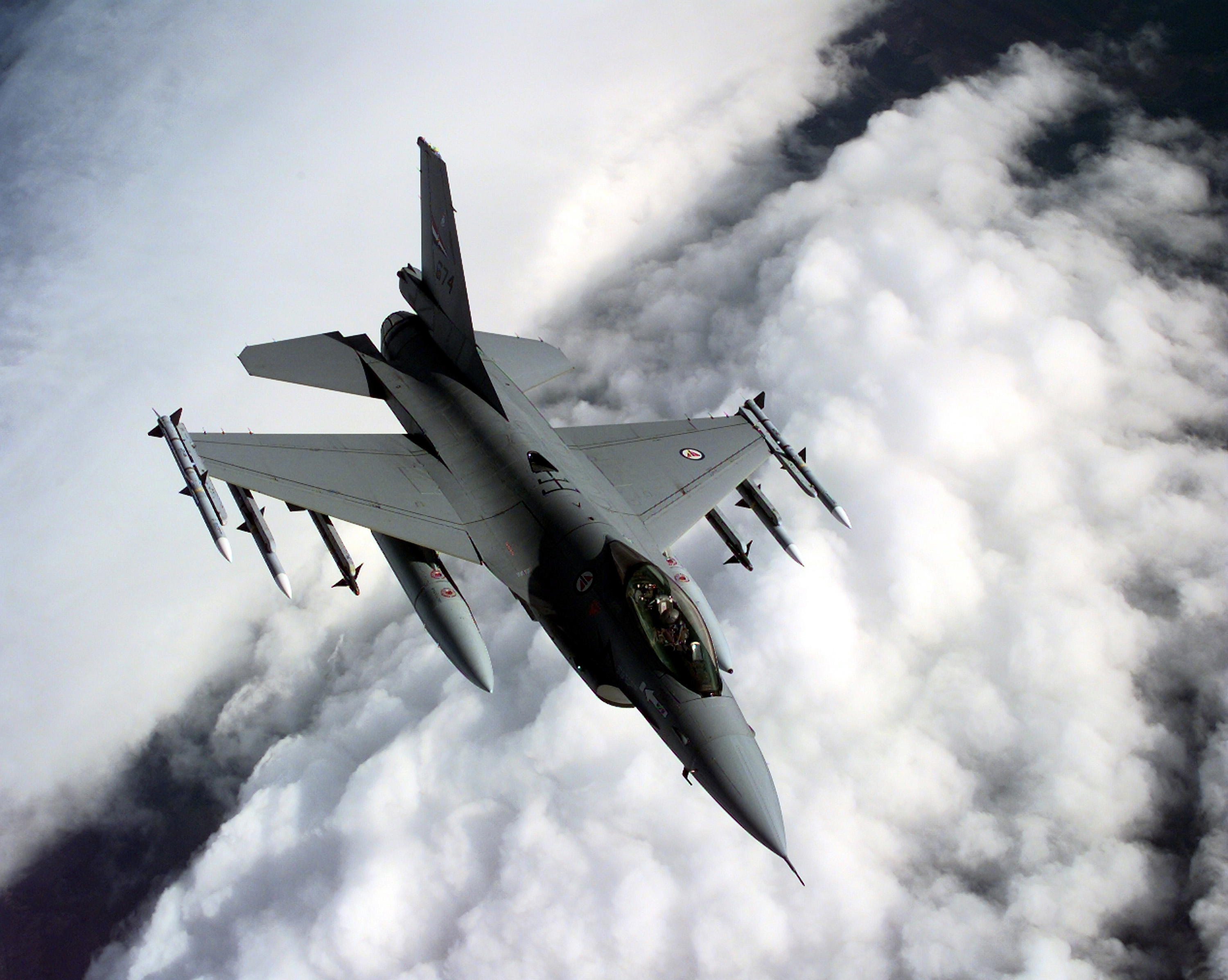
Винищувач F-16 в небі над Балканами

## Бомбардування

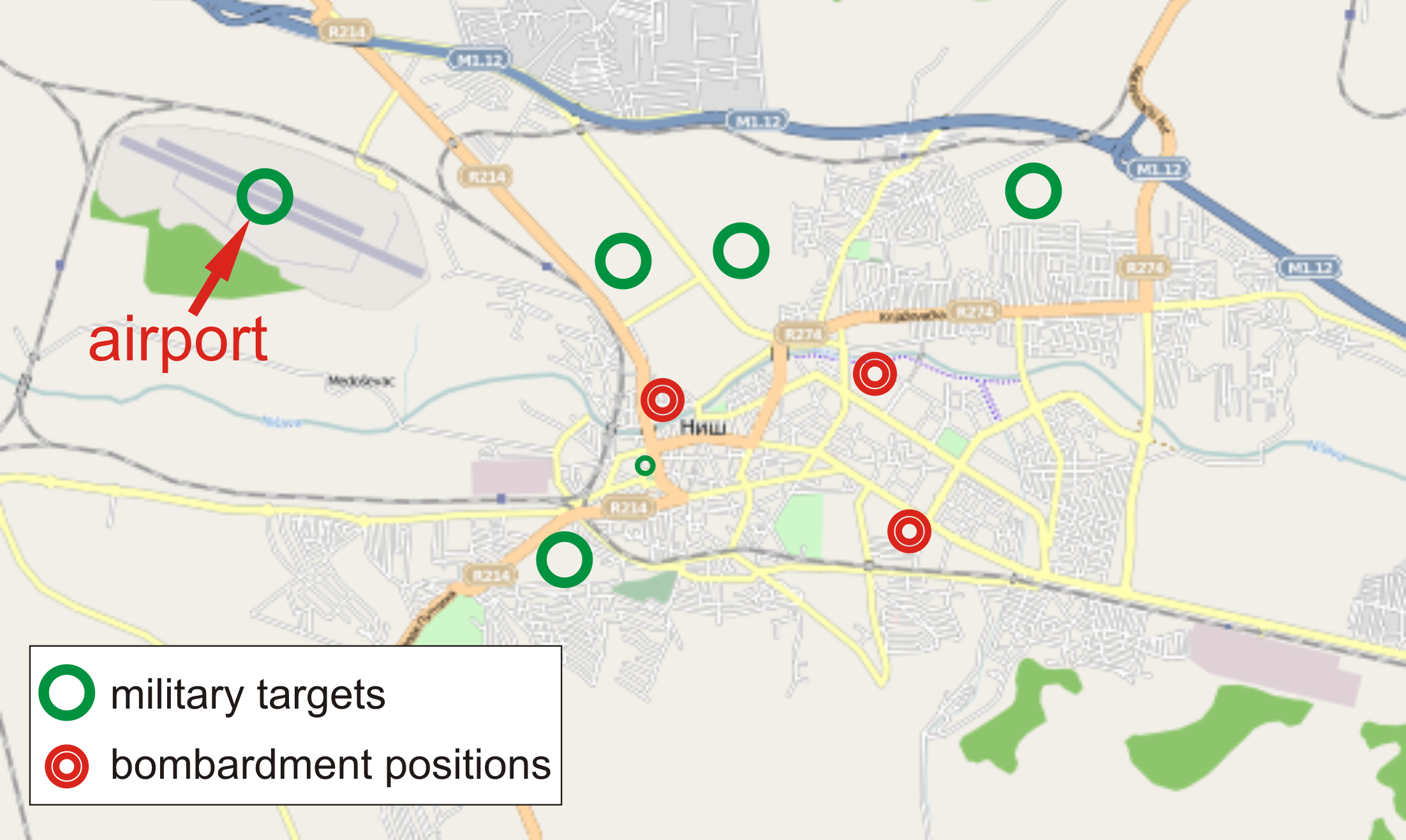
Бомбардування Ніша

Бомбардування Ніші почалася в 11:20 7 травня 1999 року. Метою бомбардування був розташований на околиці міський аеродром. Усього було два контейнери, один з яких досяг цілі, а інший з невідомої причини, відкрився відразу після запуску з літака. Таким чином бомби з контейнера впали у центральній частині міста, тим самим пошкодили чимало будинків, в основному постраждали саме:
- міська лікарня;
- будівля головного ринку та автовокзал;
- стоянка поблизу річки Нішава.

У доповіді Human Rights Watch було зазначено, що 12 мирних жителів загинули відразу, ще троє померли в лікарні, близько 28 людей отримали поранення.

## Наслідки

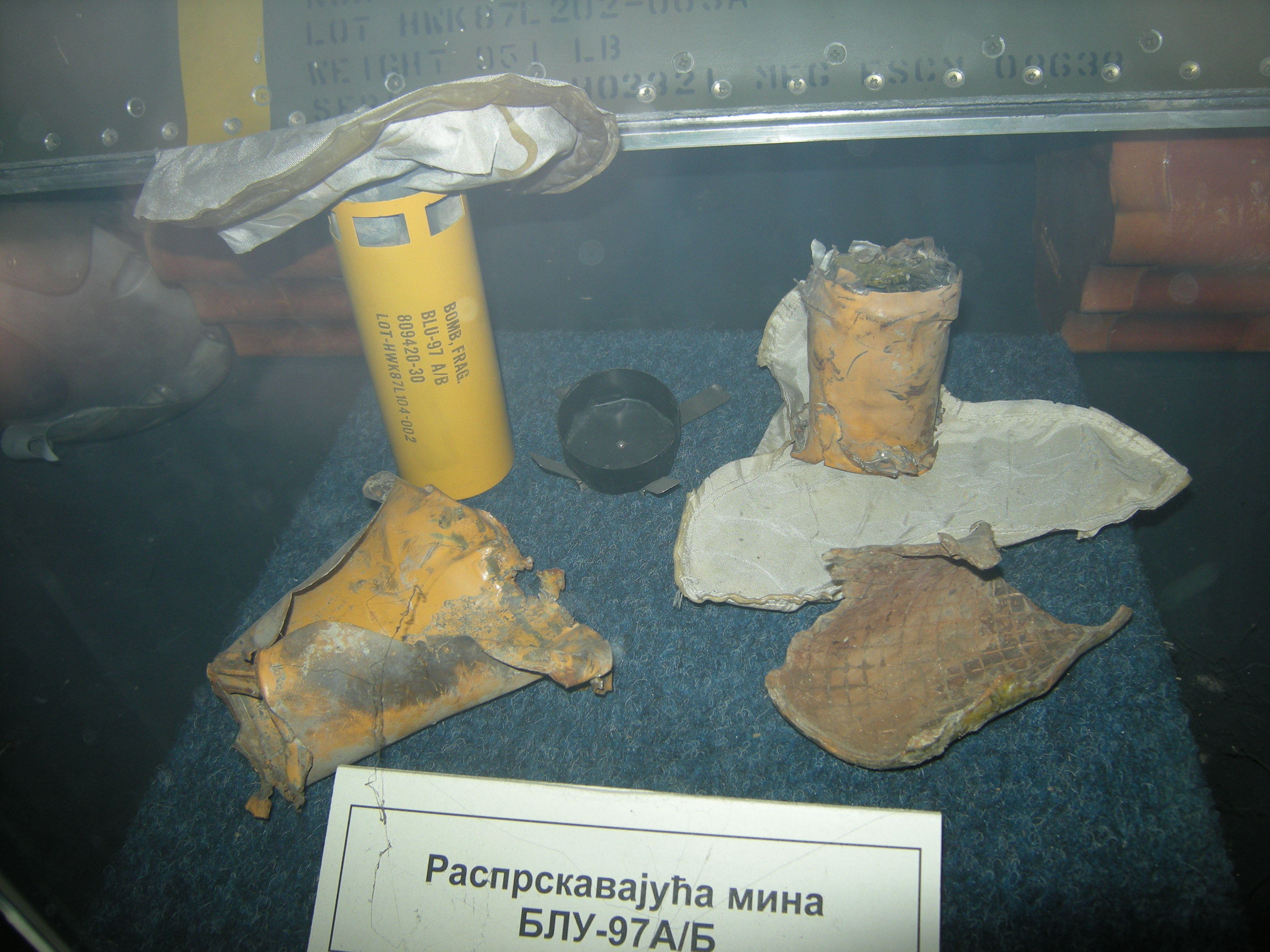
Касетна бомба

Генеральний секретар НАТО Хав′єр Солана заявив: «Нашою метою був аеродром. Ми щиро шкодуємо через жертви серед мирного населення. В альянсу не було намірів робити замах на їх життя, і альянс зробить всі запобіжні заходи, щоб уникнути подібних інцидентів». Після інциденту Нідерланди припинили використовувати касетні бомби, проте інші учасники НАТО продовжували їх використання

Сотні не розірваних касетних бомб як і раніше можна знайти на околицях міста, незважаючи на всі зусилля уряду Сербії, щоб очистити всю територію від таких боєприпасів.

## Список жертв
1. Александар Делянін (1949)
2. Божидар Вельковіч (1961)
3. Любиша Станчіч (1941)
4. Божидар Джорджевич (1942)
5. Гордана Секулич (1971)
6. Тріфун Вучкович (1913)
7. Слободанка Стоїлькович (1937)
8. Драгиша Вучіч (1941)
9. Жіворад Іліч (1928)
10. Віра Іліч (1934)
11. Саша Милькович (1966)
12. Лілья Спасич (7 місяць вагітності) (1973)
13. Герасим Йовановски (1915)
14. Милутин Живкович (1925)
15. Драгиша Анджелковіч (1947)[6]